# Río Verdeyacu
Der Río Verdeyacu ist der 77 km lange linke Quellfluss des Río Jatunyacu in der Provinz Napo in Ecuador.

## Flusslauf
Der Río Verdeyacu entspringt in der Cordillera Real, 35 km östlich des Cotopaxi, auf einer Höhe von etwa 3950 m. Er fließt in überwiegend südlicher Richtung durch das Gebirge. Er nimmt dabei die Flüsse Río Antisana, Río Chalupas und Río Tigreyacu von rechts auf. Der Río Verdeyacu trifft schließlich auf den von Westen kommenden Río Mulatos, mit dem er sich zum Río Jatunyacu vereinigt.

## Einzugsgebiet
Das Einzugsgebiet des Río Verdeyacu umfasst ein Areal von etwa 1970 km². Es reicht im Norden bis zum Vulkan Antisana, im Westen bis zum Cotopaxi. Im Südwesten des Einzugsgebiets liegt der 4878 m hohe Vulkan Quilindaña. 